# Comuna Suprunkivți, Camenița
Suprunkivți (în ucraineană Супрунківці) este o comună în raionul Camenița, regiunea Hmelnîțkîi, Ucraina, formată din satele Suprunkivți (reședința) și Ternavka.

## Demografie
Componența lingvistică a comunei Suprunkivți
     Ucraineană (98,79%)
     Rusă (1,21%)
Conform recensământului din 2001, majoritatea populației comunei Suprunkivți era vorbitoare de ucraineană (98,79%), existând în minoritate și vorbitori de rusă (1,21%).